# Elassogaster potens
Elassogaster potens är en tvåvingeart som beskrevs av Frey 1930. Elassogaster potens ingår i släktet Elassogaster och familjen bredmunsflugor. Inga underarter finns listade i Catalogue of Life.